# Laura Shavin
Laura Helen Shavin (Islington, Londres, 23 de dezembro de 1965)[carece de fontes?] é uma comediante e atriz britânica, que fez sua estreia em 1990, em um episódio de Keeping Up Appearances. Ela interpretou Stephanie, a filha de Onslow e Daisy.